# C'era una volta... in America
C'era una volta... in America è un arco di storie a fumetti con personaggi della Disney pubblicate per la prima volta su Topolino dal 1994 al 1999 scritta dallo sceneggiatore Giorgio Pezzin. I disegni del quinto episodio sono di Silvia Ziche, quelli del settimo episodio sono di Fabrizio Petrossi, quelli di tutti gli altri episodi di Massimo De Vita.

## Storia editoriale
Nel settembre 2001 è stata raccolta, nel volume brossurato Storie d'America (Super Disney n. 22) ma senza le storie 5, 7, 8; la Giunti Editore, proprietaria del ramo Disney dei libri, ha pubblicato l'opera, con le sole storie di De Vita, in un volume di oltre 400 pagine a settembre 2017; solo tra il 2017 e il 2019 Panini Comics pubblica la Definitive Collection, suddivisa in 4 volumi con tutte le storie.
| Volume collana | Titolo                                   | Puntate | Data di uscita   |
| -------------- | ---------------------------------------- | ------- | ---------------- |
| 19             | C'era una volta... in America - volume 1 | 3       | 15 agosto 2017   |
| 25             | C'era una volta... in America - volume 2 | 4       | 15 febbraio 2018 |
| 28             | C'era una volta... in America - volume 3 | 4       | 15 maggio 2018   |
| 30             | C'era una volta... in America - volume 4 | 3       | 15 marzo 2019    |

All'estero è stata tradotta in tedesco e pubblicata nel 2016 in due volumi con il titolo Es war einmal in Amerika da parte della casa editrice Egmont Ehapa

## Elenco delle storie
| nº | Titolo                         | Data di pubblicazione | Volume Topolino |
| -- | ------------------------------ | --------------------- | --------------- |
| 1  | Il tesoro della Mayflower      | 27 febbraio 1994      | Topolino 1996   |
| 2  | I trafficanti di Boston        | 20 marzo 1994         | Topolino 1999   |
| 3  | Il grande cielo                | 12 luglio 1994        | Topolino 2015   |
| 4  | Intervista a George Washington | 20 settembre 1994     | Topolino 2025   |
| 5  | Il penultimo dei Mohicani      | 18 aprile 1995        | Topolino 2055   |
| 6  | La bella del fiume             | 16 maggio 1995        | Topolino 2059   |
| 7  | La battaglia di Alamo          | 25 marzo 1997         | Topolino 2156   |
| 8  | La via dell'Oregon             | 6 maggio 1997         | Topolino 2162   |
| 9  | La febbre dell'oro             | 19 agosto 1997        | Topolino 2177   |
| 10 | Il cavallo di ferro            | 23 dicembre 1997      | Topolino 2195   |
| 11 | La legge del Far West          | 7 aprile 1998         | Topolino 2210   |
| 12 | Il lungo sentiero              | 7 luglio 1998         | Topolino 2223   |
| 13 | L'ultimo cow-boy               | 6 agosto 1998         | Topolino 2236   |
| 14 | Il sogno americano             | 6 luglio 1999         | Topolino 2275   |

## Trama
La serie ha come protagonisti gli immaginari antenati omonimi di Topolino e si intreccia con la storia degli Stati Uniti. In quasi tutti gli episodi sono presenti anche antenati di Pippo e di Pietro Gambadilegno, inoltre il Topolino di turno finisce quasi sempre per sposare una ragazza con le sembianze di Minni.

### Il tesoro della Mayflower(1996)
Topolino è un giovane sarto nella Southampton del 1620. Distratta dal pensiero del fidanzato, Minni rovina la giacca di un cliente e, non sapendo come fare, si reca immediatamente da topolino che si offre di rimediare al danno.
Nel far questo scopre in una tasca nascosta un foglio con disegnata una mappa. Dalle indicazioni, capisce che è il piano per una rapina: ricopiata la mappa, rimette a posto l'originale e riconsegna la giacca al cliente, un antenato di Pietro Gambadilegno.
Topolino avverte le autorità, inoltre indaga personalmente: ritiene probabile che l'obiettivo del furto siano tutti gli averi dei Padri Pellegrini. Il sarto si reca nel posto indicato nella mappa, e come previsto la rapina ha luogo, ma nessuna guardia interviene: infatti il funzionario che ha raccolto la denuncia è un alleato del rapinatore, e incastra Topolino accusandolo di complicità nel misfatto. Il sarto finisce in prigione, dove un antenato di Pippo lo aiuta a fuggire. Topolino, avendo spiato i ladri, sa dov'è nascosto il bottino, così lo recupera e lo consegna ai Padri Pellegrini. Il loro patriarca, John Robinson, offre a Topolino un posto sulla Mayflower per impedirgli di essere nuovamente incarcerato. Topolino accetta, e insieme a lui partono anche Minni e l'antenato di Pippo.
Intanto le autorità scoprono i veri colpevoli e li arrestano: l'antenato di Gambadilegno viene deportato nelle colonie penali del Nuovo Mondo. In questo modo tutti i personaggi raggiungono l'America, dove si svolgeranno le avventure successive.

### I trafficanti di Boston(1999)
Topolino (discendente del Topolino della storia precedente) è un commerciante di stoffa nella Boston del 1716. Ha un figlio, Topolino Junior (che sarà protagonista della storia successiva), che ha come compagno di scuola un giovanissimo Benjamin Franklin (che riapparirà adulto in Intervista a George Washington).
Lo storico negozio di famiglia ("evoluzione" dell'attività di sarto dell'antenato) è in crisi a causa della concorrenza di un nobile inglese, Lord Birban, che vende stoffa a prezzi molto bassi: Topolino decide di fare fronte comune con gli altri commercianti della città, che hanno lo stesso problema, ma l'idea di chiedere aiuto al re non intacca gli affari di Birban, il quale ha molti alleati a corte. Topolino indaga e scopre che la nave di Birban, che dovrebbe dirigersi in Inghilterra per importare le stoffe, sta invece navigando lungo la costa.
Lord Birban teme che Topolino scopra il suo segreto, e ordina a Gamboski, un suo sgherro, di eliminarlo. Il sicario - antenato di Gambadilegno - stordisce Topolino e lo getta in mare chiuso in un sacco. Topolino riesce a liberarsi e viene salvato da Pipson, antenato di Pippo e pescatore di alghe. Con il suo aiuto, raggiunge un'insenatura nascosta dove ha attraccato la nave di Birban, e qui scopre una grande fabbrica di stoffe clandestina (le leggi inglesi proibiscono ai coloni di produrre in proprio). Gli operai sono degli inglesi che, desiderosi di raggiungere il Nuovo Mondo, si sono indebitati con Birban e ora sono costretti a lavorare per lui come schiavi, sorvegliati da uomini armati.
L'avo di Pietro scopre la presenza di Topolino e lo affronta: nella lotta lo stabilimento prende fuoco e tutti sono costretti a fuggire. Topolino sta per essere ucciso da uno degli uomini di Gamboski, ma Pipson lo salva. Grazie alla barca di Pipson, Topolino raggiunge Boston prima di Gamboski, avverte le autorità e organizza anche una sollevazione popolare contro Lord Birban. I soldati inglesi arrestano i criminali e distruggono quel che resta della fabbrica, che è una minaccia per il monopolio della madrepatria. Tuttavia, i lavoratori coatti hanno approfittato della confusione per salvare alcuni telai e nasconderli in una grotta, e intendono usarli per produrre stoffa in proprio ed affrancarsi dalla dipendenza dall'Inghilterra. Di fronte al loro entusiasmo, Topolino prevede che quelle che ora sono semplici colonie diventeranno un giorno una grande nazione.

### Il grande cielo(2015)
Topolino (figlio del Topolino della storia precedente) vive nella città di Springfield ed è appassionato di disegno. Si unisce ad una spedizione esplorativa lungo il fiume Connecticut, per trovare nuovi soggetti da ritrarre, ma cade dalla barca e precipita in una cascata. I compagni lo credono morto e se ne vanno. In realtà si è salvato: rimasto solo, decide di vivere nei boschi come un mountain man. Ma, abituato alle comodità della vita cittadina, fatica ad adattarsi a questa nuova vita. Un giorno, mentre sta cercando di catturare un pesce in un torrente parzialmente ghiacciato, vede avvicinarsi un capo indiano: pensando che sia un nemico, corre alla ricerca di un'arma, ma scivola sul ghiaccio, batte la testa e perde i sensi. Il pellerossa però non ha cattive intenzioni e, rendendosi conto che quel giovane ha poche possibilità di sopravvivere nella foresta, lo affida alle cure del suo amico bianco Jean de Pippe (antenato di Pippo), un vero mountain man.
Con l'aiuto del suo nuovo "maestro", Topolino impara a vivere nella natura selvaggia e a cavarsela nelle situazioni più difficili (come ad esempio affrontare un orso senza armi). Un giorno i due vanno a trovare il capo indiano: al villaggio, Topolino si innamora di Occhi di Cielo (che ha anche un nome occidentale: Minou), figlia del capo. Tuttavia, il padre non ritiene che Topolino sia l'uomo giusto per lei, e lo ribattezza Danza su ghiaccio per via di quel comico scivolone (evidente riferimento al film Balla coi lupi).
Intanto, l'ambizioso guerriero indiano Faccia di Bronzo si allea con alcuni commercianti-truffatori bianchi (capeggiati da un antenato di Gambadilegno) per spodestare il capo e sposare Minou. Jean de Pippe scopre tutto, ma stavolta è lui a battere la testa e a finire K.O.. Topolino affronta i banditi da solo e li sconfigge tutti, anche grazie all'aiuto di quello stesso orso con cui aveva avuto a che fare durante il suo "addestramento", e infine batte anche Faccia di Bronzo a mani nude. Per ringraziarlo di aver salvato la tribù, il capo gli concede la mano della figlia.

### Intervista a George Washington(2025)
Topolino (figlio del Topolino della storia precedente) lascia il villaggio indiano e parte per Filadelfia. Qui apprende del Boston Tea Party e dello scoppio della Guerra d'indipendenza americana. Va in cerca di Benjamin Franklin (chiamato nella storia "Beniamino", all'italiana), e lo trova durante uno dei suoi esperimenti sull'elettricità (rappresentato secondo la leggenda: l'aquilone di Franklin nella storia viene infatti colpito dal fulmine, cosa che in realtà non accadde, altrimenti Franklin sarebbe probabilmente morto). Franklin, ricordando l'amicizia con il padre di Topolino (vedi Topolino e i trafficanti di Boston), lo assume alla Pennsylvania Gazette (un giornale patriottico) e gli affianca come mentore un giornalista esperto, Oliver Pipp (antenato di Pippo). Inizialmente Pipp tratta Topolino come un servo, in seguito diventano amici e realizzano molti servizi insieme, da quelli sulle noiose sedute del Congresso ad altri più emozionanti, direttamente al fronte, tra i minutemen.
Oliver Pipp però è a caccia di uno scoop ancora più grande: riesce infatti ad ottenere l'autorizzazione ad intervistare George Washington. Ma mentre lui e Topolino si stanno dirigendo verso il quartier generale di Washington, vengono rapiti dagli inglesi (aiutati da un gruppo di indiani). Questi si impadroniscono del documento con l'autorizzazione all'intervista e mandano un sicario (antenato di Gambadilegno) a uccidere il generale dei ribelli. Rinchiusi in una cella, Topolino e Pipp riescono a fuggire (approfittando della stupidità di un soldato inglese) quindi raggiungono il quartier generale e bloccano il killer prima che possa avvicinarsi a Washington. L'antenato di Pietro fugge lanciando una bomba a Topolino, che viene gravemente ferito ma sopravvive. Topolino riceve le lodi e i ringraziamenti di George Washington in persona, inoltre aiuta lui e Franklin a scrivere la Dichiarazione di indipendenza degli Stati Uniti (nel finale, Topolino recita una parte dell'incipit).

### Il penultimo dei Mohicani(2055)
Topolino (lo stesso della storia precedente) e Oliver Pipp sono alla ricerca di Arianna, una bambina figlia di nobili misteriosamente scomparsa nei boschi molti anni prima. Incontrano un avventuriero che sostiene di aver visto, in un piccolo gruppo di Mohicani nomadi, una ragazza bionda che potrebbe essere proprio quella che i due giornalisti stanno cercando. Con l'aiuto di questo strano individuo, Topolino e Pipp riescono a raggiungere l'accampamento dei mohicani e qui trovano Arianna, ma la ragazza - che si considera ormai una mohicana e si fa chiamare Trecce di Sole - non ha nessuna intenzione di tornare a Filadelfia, e spiega loro il motivo.
Quand'era bambina, la carrozza su cui viaggiava fu assalita da un orso. Il cocchiere fuggì lasciandola sola, ma all'improvviso apparve un capo indiano (il penultimo dei Mohicani del titolo, parodia del film L'ultimo dei Mohicani) che mise in fuga l'orso e la salvò. In quell'occasione l'indiano batté la testa, perdendo la memoria e guadagnandosi il nuovo nome di Mente che Vaga. Le conseguenze per la tribù sono molto gravi: Mente che Vaga ha infatti smarrito anche la mappa che rivela l'ubicazione di una grotta sacra dove, tra gli altri cimeli, è conservato un documento che renderebbe i Mohicani proprietari di un vasto territorio (concesso dagli inglesi come ricompensa per averli aiutati nella guerra contro i francesi).
Topolino e Pipp, che nel loro girovagare per i boschi avevano scoperto il luogo dell'incidente, vi tornano nella speranza di ritrovare la mappa, e fortunatamente ci riescono, ma il loro informatore la ruba e corre alla ricerca della grotta. Ma in seguito alla comparsa improvvisa di quello stesso orso di tanti anni prima, Mente che Vaga prende un altro colpo in testa e recupera la memoria. Ribattezzatosi Ora Ricordo, si reca alla grotta con Topolino e Pipp e ferma l'avventuriero che voleva impadronirsi del territorio che spetta invece ai Mohicani.
Oliver Pipp e Arianna si innamorano, e il giornalista decide di sposarla e restare con lei al villaggio.

### La bella del fiume(2059)
Topolino (lo stesso della storia precedente) lascia Filadelfia e viaggia in cerca di avventure. In un paesino nei pressi di Chattanooga, incontra un certo Geremia Pepper (altro antenato di Pippo), inventore pazzo e coltivatore di cotone, che vive con la figlia (dalle fattezze di Minni): Pepper nella sua fattoria ospita un gruppo di giovani trovatelli e Minni si occupa della loro istruzione. Topolino si innamora della ragazza e la difende dalle "attenzioni" non richieste di un antenato di Gambadilegno. Costui tenta in tutti i modi di sabotare le attività di Pepper (il quale ha un grosso debito con lui) per impadronirsi di tutte le sue proprietà, ma Topolino lo contrasta.
Infine, come ultima risorsa, l'avo di Pietro fa brillare una grande quantità di esplosivo lungo l'unica strada che dalla fattoria di Pepper porta a Chattanooga, bloccando il passaggio. Topolino e Minni sono disperati perché non sanno più come trasportare il raccolto di cotone al mercato, ma fortunatamente Pepper, dopo una lunga serie di infruttuosi tentativi, riesce a costruire una macchina a vapore funzionante. Topolino ha subito l'idea di applicarla ad una barca, che battezza La bella del fiume in onore di Minni. Insieme a Pepper risale il fiume a bordo del nuovo mezzo di trasporto, che grazie al motore riesce a navigare controcorrente nonostante la grande quantità di cotone trasportato: cotone che frutta un buon guadagno a Pepper, salvandolo dall'usuraio Pietro. Ovviamente Topolino deciderà di restare alla fattoria e sposerà la ragazza.

### La battaglia di Alamo(2156)
Topolino (figlio del Topolino della storia precedente) è molto giovane e ha voglia di avventure. Un giorno incontra un certo Pecos Pipp (antenato di Pippo, il nome si rifà ad un altro personaggio dei fumetti, Pecos Bill), che sta andando a combattere nella guerra messico-statunitense, e che lo infiamma con i suoi discorsi a proposito del Texas. Contro il parere dei genitori, Topolino decide di seguire Pipp in Texas. Dopo varie vicissitudini, i due raggiungono il forte di Alamo, dove incontrano personaggi storici quali il Colonnello Travis, Davy Crockett e Jim Bowie.
Il forte viene assediato dall'esercito messicano, guidato dal generale Santana (che ha le fattezze di Gambadilegno), il quale minaccia gli americani suonando il Deguello, che significa senza pietà: quando i messicani attaccheranno, lotteranno fino alla fine, senza prigionieri. Santana chiede la resa di Alamo: Travis riesce a far uscire le donne e i bambini, quindi comunica a Santana che non si arrenderà. Nell'imminenza della battaglia, Travis convoca Topolino e Pecos Pipp e ordina loro di consegnare un messaggio urgente al generale Houston. Topolino preferirebbe combattere, ma alla fine accetta. Durante il viaggio, i due incrociano le donne e i bambini in fuga da Alamo. Alcuni soldati messicani stanno per attaccare la carovana indifesa, ma grazie all'intervento di Topolino e Pipp il loro piano va in fumo.
Giunti a San Antonio, portano il messaggio a Houston e scoprono che era tutta una finta: Travis voleva soltanto salvare il giovanissimo Topolino da morte certa, in modo che Houston potesse impiegare meglio il suo entusiasmo. Il resto è storia: i messicani espugnano Alamo uccidendo tutti i difensori; in seguito l'esercito radunato da Houston sconfiggerà quello di Santana, e il Texas diventerà uno degli Stati Uniti d'America.

### La via dell'Oregon(2162)
È passato qualche anno dalla battaglia di Alamo. Topolino (lo stesso della storia precedente), che ha girovagato molto per il far west torna a dare un'ultima malinconica occhiata alle rovine prima di lasciare quella zona. Giunto a Fort Laramie dove fa la conoscenza di Clementina e Clarette, che fanno parte della carovana del colonnello Pipson in viaggio verso l'Oregon. Il colonnello non si fida di Gambwood, la guida che ha assunto, e chiede a Topolino di unirsi alla carovana, anche per proteggere le due ragazze.
Durante il viaggio Topolino e Clementina fanno conoscenza ma lei è molto orgogliosa e il corteggiamento è piuttosto difficoltoso. Dopo qualche giorno cominciano i primi inconvenienti e Topolino comincia a credere che i sospetti di Pipson siano fondati. Dopo che la carovana ha subito un furto di cavalli Topolino si mette sulle tracce degli indiani e scopre che in realtà sono banditi al soldo di Gambwood travestiti da indiani. Grazie all'aiuto della cavalleria riescono a respingere l'attacco. Dovendo testimoniare al processo contro Gambwood, Topolino è costretto a lasciare la carovana e la bella e testarda Clementina, che in realtà è innamorata di lui.
Da questa storia comincia una sotto-serie, dove il giovane Topolino partirà alla ricerca dell'amata Clementina e che si concluderà in Topolino e il grande sentiero.

### La legge del Far West (2210)
Topolino (lo stesso delle tre storie precedenti) dopo aver scortato la carovana, vaga per il west. Arriva in una piccola città di minatori, Gold City. Qui incontra una vecchia amica che aveva conosciuto nella carovana, Clarette (che assomiglia a Clarabella), che lo ospita nella locanda gestita da lei e dal marito Horace Mc Horse (che assomiglia ad Orazio Cavezza). Nel locale, il "Blue Belle Saloon", si esibisce Clarette stessa, che è ormai diventata una star di tutta la regione. La locanda ha molto successo, ma su di essa Jeff Gamber (che assomiglia a Pietro Gambadilegno) ha messo gli occhi, e cerca di impadronirsene a pochi dollari grazie al terrore seminato dai suoi sgherri.
Durante l'ultima incursione degli uomini di Gamber Topolino cerca di rispondere alle loro prepotenze ma viene invitato alla calma dallo stesso Horace. Proprio in quel momento entra in scena lo sceriffo (che assomiglia a Pippo), che però non ci vede bene e urta contro un pilastro del locale. Gli sgherri ne approfittano per attaccarlo ma interviene Topolino con il suo fucile e lo salva. Topolino accompagna a casa lo sceriffo, il quale gli confida di essere Wild Bill Pippock (parodia di Wild Bill Hickok), il miglior pistolero del west. Ormai anziano, alcuni giorni riesce a vedere come un'aquila, altri invece è una talpa. Gamber viene a conoscenza della vera identità dello sceriffo e decide di eliminarlo e sostituirlo con uno dei suoi uomini. Organizza quindi un duello con Gillet Mc Zip, il secondo miglior pistolero del west.
Il giorno del duello Pippock non è proprio in forma e Topolino cerca aiuto per tutta la città, ma solo Clarette e Horace si offrono di aiutarlo. Topolino vuole convincere Pippock a mettersi in salvo, ma il vecchio sceriffo è pronto ad affrontare la sfida. Uscendo urta contro una colonna della veranda e cadendo perde gli occhiali. Topolino porgendogli gli occhiali si accorge che sono lenti astigmatiche e capisce la causa della variazione della vista di Pippock. Infatti alcuni giorni Pippock metteva le lenti nel verso giusto e vedeva bene, mentre gli altri le metteva al contrario.
Ora Pippock è pronto e affronta Gillet Mc Zip e i suoi "assistenti".
Sono le 12 in punto. Davanti al "Blue Belle Saloon" Pippock estrae con incredibile velocità le pistole e Mc Zip e i suoi sgherri vengono colpiti almeno 8 volte, prima di capire che è meglio scappare. Dopo la sfida Gamber scappa dal villaggio e Pippock appende le pistole al chiodo.
Topolino è pronto alla partenza, quando riceve da parte di Clarette una lettera di Clementina (che assomiglia a Minni). Topolino parte alla sua ricerca, sotto le note di "Oh my darling, Clementine"